# Grande menhir spezzato di Locmariaquer

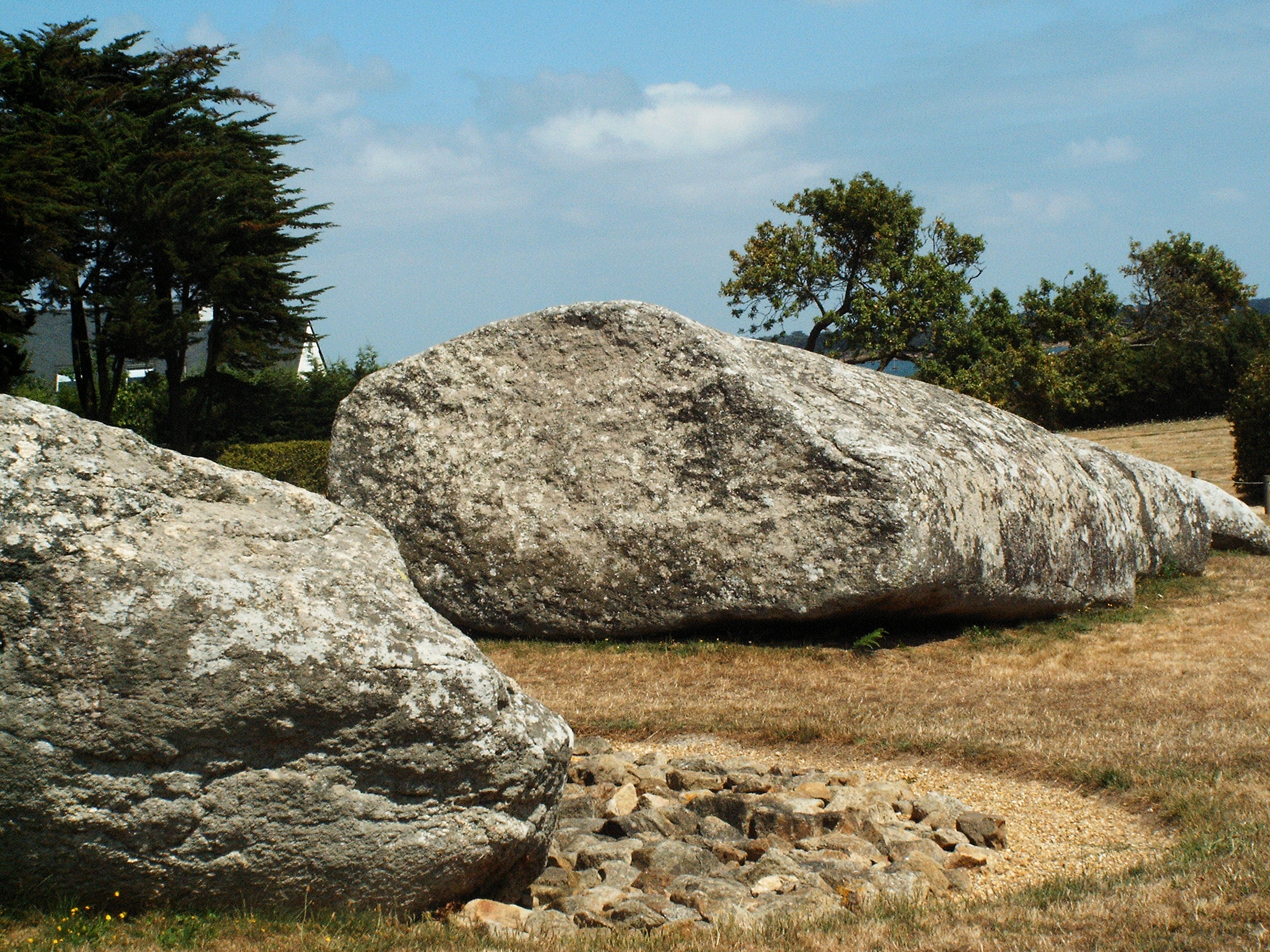
Due tronconi del menhir

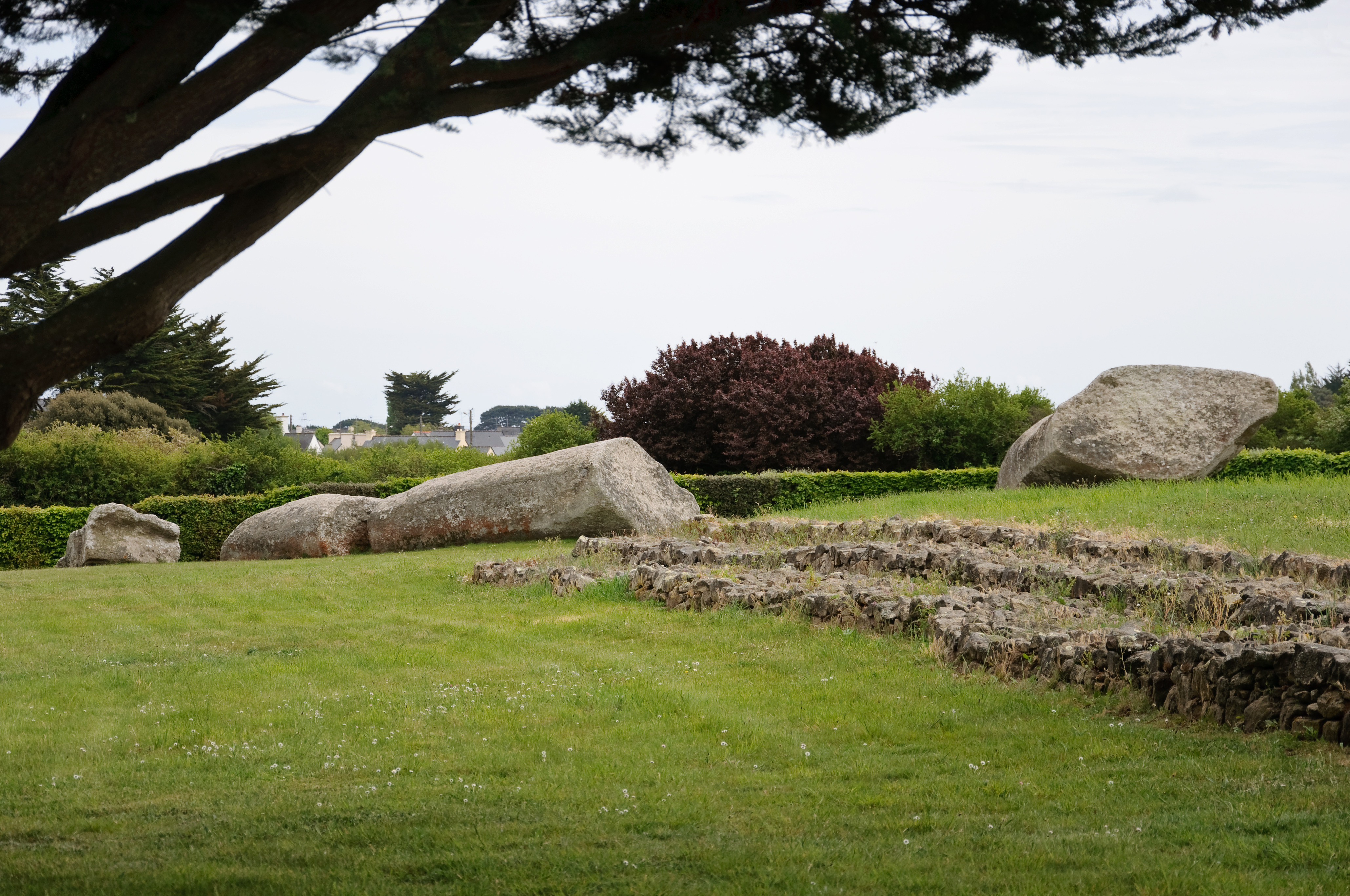
Altra immagine dei quattro tronconi del menhir

Il grand menhir brisé ("grande menhir spezzato"), conosciuto anche come grand menhir d'Er Grah (in bretone: men-er-hroëc'h, ovvero "pietra della fata / delle fate") è il più grande menhir del mondo occidentale, risale all'incirca al 4500 a.C. e si trova nella cittadina francese di Locmariaquer, nel dipartimento del Morbihan (Bretagna meridionale), all'interno di un complesso megalitico che comprende anche il tumulo di Er Grah e il dolmen noto come table des Marchands.
Dal 1889 è classificato come monumento storico.
Spezzato in quattro tronconi, raggiungeva in origine l'altezza di circa 20 metri  ed un peso complessivo di circa 280-350 tonnellate. Faceva probabilmente parte di un allineamento che comprendeva 19 menhir che si estendeva per 55 metri di lunghezza.
Gli antichi Romani lo chiamavano "colonna del Nord", in quanto indicava la strada verso il porto sul golfo del Morbihan.
Non è chiara l'epoca in cui il menhir andò semi-distrutto. Pare, tuttavia, che il suo abbattimento risalga addirittura a poco dopo la sua costruzione, ovvero al neolitico, forse intorno al 4200-4300 a.C..

## Caratteristiche
Il menhir è intagliato in un tipo di granito estraneo alla zona attorno a Locmariaquer e forse proveniente dall'altro lato della costa che si affaccia sul golfo del Morbihan.

## Funzione originaria
Secondo il prof. Alexander Thom il sito su cui si trovava in origine il menhir serviva come una sorta di calendario lunare.

## Tecnica di costruzione
Essendo costituito da un tipo di granito estraneo alla zona, il gigantesco blocco di pietra fu trasportato per diversi chilometri con una tecnica sconosciuta.
Probabilmente esso fu eretto dopo che fu costruita una rampa a terra, ribaltato in una buca grazie all'utilizzo di leve e "capre" in legno, puntellato con delle pietre e infine levigato per mezzo di alcuni percussori in quarzo.